# Dasyhippus barbipes
Dasyhippus barbipes är en insektsart som först beskrevs av Fischer von Waldheim 1846.  Dasyhippus barbipes ingår i släktet Dasyhippus och familjen gräshoppor. Inga underarter finns listade i Catalogue of Life.